# El buscador: Los seis signos de la luz
El buscador: Los seis signos de la luz (título original en inglés: The seeker: The dark is rising) es una película estadounidense del 2007, basada en la serie homónima de los premiados libros de Susan Cooper. Cuenta la historia de Will Stanton, un joven que se entera de que es el último de un grupo de guerreros que han dedicado su vida a luchar contra las fuerzas de la Oscuridad. Viajando en el tiempo al pasado y al futuro, Will descubre una serie de pistas que le conducen a una confrontación con fuerzas de un poder inimaginable. Con Los Seis Signos de la Luz, el futuro de la humanidad está en las manos de Will.

## Argumento
La familia Stanton se traslada desde un ambiente familiar y cómodo en Estados Unidos al ambiente de una pequeña y desconocida población de Inglaterra. Lo que no saben es que la familia en realidad tiene profundas raíces en el pueblo, que datan de varios siglos atrás. Y el hijo pequeño de la familia, que se esfuerza por adaptarse al colegio y por encontrar la manera de hablarles a sus colegas, es el improbable héroe que se ve arrojado a una épica batalla entre los defensores de la luz y los siniestros soldados de la oscuridad.
Will Stanton (Alexander Ludwig) descubre que en realidad es el último en la línea de guerreros conocidos como los Ancianos, liderados por Merriman (Ian McShane) y Miss Greythorne (Frances Conroy). Ellos acogerán a Will bajo sus alas para guiarle en sus viajes por el tiempo, en el que necesitará de todos sus poderes especiales para encontrar signos ocultos en el tiempo y corregir el equilibrio entre la luz y la oscuridad.
Como Miss Greythorne explica a Will, él forma "parte de algo que le ha estado esperando toda su vida. Nosotros, los Ancianos, servimos a la Luz, El Jinete, sirve a la Oscuridad. La Luz crea, la Oscuridad destruye. El Buscador de Los Seis Signos de la Luz, Will. Eres tú el que debe restablecer el poder de la Luz". Sus sentimientos de alienación combinados con la sensación de Déjà vu, forman parte del plan. "Tú eres especial, Will, un Stanton, que ha regresado a su sitio. El séptimo hijo de un séptimo hijo".
Al embarcarse en el viaje de su vida, Will hace uso de sus poderes para viajar por el tiempo, hace volar objetos y exhibe una fuerza sobrenatural para luchar contra la maldad, que está representada en la tierra por el misterioso Jinete (Christopher Eccleston). Puesto que el Jinete intenta vencer al mundo con el frío y la oscuridad, Will lucha consigo mismo y con todas las fuerzas de la oscuridad que están siendo utilizadas en su contra para salvar al mundo. Aunque se cuestiona a sí mismo y sus habilidades, ahí están los Ancianos para reafirmarle que: "Aún la luz más pequeña puede brillar en la oscuridad".

## Reparto
| Personaje       | Doblaje original en inglés | Doblaje en España         | Doblaje en Latinoamérica[cita requerida] |
| --------------- | -------------------------- | ------------------------- | ---------------------------------------- |
| Will Stanton    | Alexander Ludwig           | José Antonio Torrabadella |                                          |
| Jinete          | Christopher Eccleston      | Jordi Boixaderas          |                                          |
| Merriman Lyon   | Ian McShane                | Miguel Ángel Jenner       |                                          |
| Miss Greythorne | Frances Conroy             | María Luisa Solá          |                                          |
| Dawson          | James Cosmo                | Joaquín Díaz              |                                          |
| Viejo George    | Jim Piddock                | Jorge Varela              |                                          |
| Maggie Barnes   | Amelia Warner              | Isabel Valls              |                                          |
| John Stanton    | John Benjamin Hickey       | Xavier Fernández          |                                          |
| Mary Stanton    | Wendy Crewson              | Carmen Alarcón            |                                          |
| Gwen Stanton    | Emma Lockhart              | Carla Torres              |                                          |
| James Stanton   | Bell Drewtyler             | Jonatán López             |                                          |
| Robin Stanton   | Edmund Entin               | Alex de Porrata           |                                          |
| Paul Stanton    | Gary Entin                 | Pep Papell                |                                          |
| Max Stanton     | Gregory Smith              | Ángel de Gracia           |                                          |
| Stephen Stanton | Jordan J. Dale             | Alex Messeguer            |                                          |

## Recepción
La película tuvo una recepción generalmente desfavorable, consiguiendo 38 puntos de 100 en Metacritic y 14% en Rotten Tomatoes. Jeannette Catsoulis, del New York Times reseñó la película refiriéndose a ella como: "Parece cosa del pasado y carece de un líder carismático. Lástima que Daniel Radcliffe es hijo único."; Ty Burr, del Boston Globe opinó: "Los productores, generalmente confiables, han tratado de adaptar la historia para un gran público. Ellos han tenido éxito en hacer una película sin ninguna audiencia en absoluto."